# Độ bền cốc sau phản ứng
Độ bền cốc sau phản ứng, viết tắt CSR (từ tiếng Anh: Coke Strength after Reaction) là một chỉ số nói đến độ bền "nóng" của than cốc luyện kim (Met. coke), nói chung là một chỉ tiêu hay một tham chiếu chất lượng trong điều kiện phản ứng giả lập trong lò cao công nghiệp. Thử nghiệm xác định CSR dựa theo thủ tục do Nippon Steel phát triển trong thập niên 1970 như một cố gắng trong việc xác định chỉ thị về khả năng hoạt động của than cốc trong điều kiện khắc nghiệt của lò cao và kể từ đó được sử dụng rộng khắp trong ngành sản xuất than cốc và luyện kim đen bằng lò cao trên toàn thế giới. Nó cũng là một trong các chỉ tiêu cần xem xét và lưu ý khi phối trộn than luyện cốc để phục vụ sản xuất than cốc và xuất khẩu.
Chỉ tiêu có liên quan và cũng được xác định trong cùng một thủ tục thử nghiệm là Chỉ số khả năng phản ứng cốc (CRI, từ tiếng Anh: Coke Reactivity Index).

## Thủ tục thử nghiệm
Trong phương pháp thử nghiệm tiêu chuẩn ASTM D5341 (phiên bản gần nhất ASTM D5341 / D5341M - 19) để đo CRI và CSR, một mẫu khối lượng 200 g than cốc khô (độ ẩm dưới 1%) cỡ hạt 19,0 - 22,4 mm được nung nóng ở 1100 °C trong cacbon dioxide với áp suất 1 atmotphe trong 2 giờ, với tốc độ dòng cacbon dioxide là 5 lít/phút. Ở nhiệt độ này, phản ứng giữa cacbon trong than cốc với cacbon dioxide tạo ra cacbon monoxit.
CO
2 + C → 2 CO
Than cốc được nung nóng trong 30 phút bằng khí nitơ để đạt đến nhiệt độ 1100 °C, sau đó được duy trì trong môi trường nitơ 1100 °C trong 10 phút. Tiếp theo nó được cho phản ứng với CO
2 như đề cập trên đây. Than cốc sau phản ứng được làm sạch bằng nitơ với tốc độ 5-10 lít/phút trong 5 phút rồi được làm nguội trong môi trường khí nitơ tới 100 °C và người ta đem cân phần còn lại sau phản ứng để xác định khối lượng đã mất đi trong quá trình phản ứng. Phần trăm khối lượng mất đi này được gọi là CRI.
Phần cốc còn lại sau phản ứng được đặt trong trống (tang quay) hình trụ kiểu I (không cam nâng) có đường kính bên trong 130 mm và chiều dài bên trong 700 mm để trải qua 600 vòng quay trong 30 phút rồi đem sàng qua sàng với các mắt lỗ 9,5 mm. Tỷ lệ phần trăm vật liệu chứa cacbon sau sàng là các hạt có kích thước từ 9,5 mm trở lên so với lượng cốc còn lại sau phản ứng được biết đến như là CSR.
Tiêu chuẩn tương đương của ISO là ISO 18894 (phiên bản gần nhất là ISO 18894:2018), còn tiêu chuẩn Việt Nam tương ứng là TCVN 9814 (phiên bản đang có hiệu lực là TCVN 9814: 2013). Các khác biệt không đáng kể là sàng lỗ vuông 9,5–10 mm và nhiệt độ làm nguội đến 50 °C.